# Haparanda
Haparanda ( [hapaˈrǎnːda] en finés: Haaparanta que significa «orilla» + «álamo» o «chopo») es una ciudad y capital del municipio homónimo en la provincia de Norrbottens lan en Suecia. Está junto a Tornio, Finlandia.
Haparanda es, a pesar de su pequeña población, por razones históricas, a menudo mencionada como una ciudad, ya que obtuvo privilegios con tal para compensar la pérdida de Tornio en 1809.